# Allen Woodring
Allen Woodring (Hellertown, Pennsylvania, 1898. február 15. – Clearwater, Florida, 1982. november 15.) olimpiai bajnok amerikai atléta.

## Pályafutása
Az antwerpeni olimpiára eredetileg nem kvalifikálta magát, ám végül mégis ő indulhatott el. Futócipői a verseny előtt tönkrementek, és kénytelen volt egy másik versenytársától elkért cipőben indulni. A 200 méteres síkfutás döntőjében végül győzni tudott, azt a Charley Paddockot verve, aki akkor már a 100 méter olimpiai bajnoka volt.